# Джанизаде, Мухлис Сабир оглы
Мухлис Сабир оглы Джанизаде (азерб. Müxlis Sabir oğlu Cənizadə; 26 ноября 1928, Баку — 10 декабря 1972, Баку) — азербайджанский советский актёр театра, кино и озвучивания, мастер художественного слова, педагог, доцент (1968), театральный режиссёр. Заслуженный артист Азербайджанской ССР (1960).

## Биография
Мухлис Сабир оглы Джанизаде родился 28 ноября 1928 года в Баку. У Мухлиса было три брата и одна сестра. Окончив среднюю шклоу, Джанизаде в 1950 году поступил в Азербайджанский государственный театральный техникум. Учился у таких мастеров сцены, как Кязим Зия и Сидги Рухулла. Некоторое время проработав в Азербайджанском государственном театре музыкальном комедии, Мухлис Джанизаде в 1953 году становится актёром Азербайджанского государственного драматического театра. На сцене этого театра Джанизаде играл 10 лет, вплоть до 1963 года.
На сцене театра Джанизаде создавал интересные и запоминающиеся образы. Как отмечает киновед Шахла Бурджалиева, подходящая для сцены внешность молодого актёра, его гармоничный голос, безупречная дикция приносили успех его выступлениям, его оригинальное творчество привлекало внимание широкой публики.
Согласно Бурджалиевой, благодаря своему пронзительному чтению, постоянно совершенствующийся в искусстве Мухлис Джанизаде был известен также, как мастер художественного слова, и считался одним из известных мастеров своего времени. Джанизаде, по словам Бурджалиевой, обладал интересным и привлекательным тембром голоса.
Помимо игры в театре Джанизаде снимался также в кино. Впервые он появился на большом экране в 1947 году в качестве актёра озвучивания в фильме Бакинской киностудии «Фатали-хан» (режиссёр Е. Дзиган). Джанизаде озвучивал как азербайджанские, так и зарубежные фильмы. В общей сложности он принимал участие как актёр и как актёр дублирования в 28 фильмах.
В 1960 году Мухлис Джанизаде был удостоен звания Заслуженного артиста Азербайджанской ССР.
С 1961 года и до конца своей жизни Мухлис Джанизаде преподавал в Азербайджанском государственном театральном институте (ныне — Азербайджанский государственный университет культуры и искусств). На сцене Учебного театра театрального института Джанизаде поставил такие спектакли, как «Барабанщица», «Айдын», «Цыганы», «Азер» и др.
В 1968 году ему было присвоено учёное звание доцента. Среди учеников Джанизаде были Заслуженный артист Азербайджана кинорежиссёр Эльхан Гасымов, народный артист Азербайджанской ССР киноактёр Расим Балаев.
Мухлис Джанизаде скоропостижно скончался 10 декабря 1972 года в 44 года.

## Работы

### Постановки в театре
Учебный театр Азербайджанского государственного театрального института
- «Барабанщица» А. Салынского
- «Айдын» Дж. Джаббарлы
- «Цыганы» А. Пушкина
- «Азер» Г. Джавида

### Фильмография
| Год  |     | Название                            | Роль                        |
| ---- | --- | ----------------------------------- | --------------------------- |
| 1950 | ф   | Огни Баку                           | эпизод                      |
| 1955 | ф   | Бахтияр                             | Керим                       |
| 1955 | ф   | Встреча                             | Анвар                       |
| 1956 | ф   | Не та, так эта                      | друг Сарвера                |
| 1956 | ф   | Из-за чести                         | эпизод                      |
| 1957 | ф   | Двое из одного квартала             | эпизод                      |
| 1958 | кор | Пачка «Казбека»                     | сотрудник журнала «Кирпи»   |
| 1958 | ф   | Под знойным небом                   | водитель                    |
| 1958 | ф   | Последний дюйм                      | механик                     |
| 1959 | ф   | Можно ли его простить?              | старший лейтенант Ибрагимов |
| 1959 | ф   | Настоящий друг                      | Асад                        |
| 1961 | ф   | Сказание о любви                    | раб                         |
| 1965 | ф   | Двадцать шесть бакинских комиссаров | кочи                        |
| 1965 | ф   | Непокорённый батальон               | Нариман Тагиев              |
| 1969 | ф   | Кура неукротимая                    | Михаил Кипиани              |
| 1971 | ф   | Главное интервью                    | учитель Анвар               |
| 1971 | ф   | Звёзды не гаснут                    | Мустафа                     |

### Озвучивание фильмов
| Год  |   | Название                 | Роль                     |
| ---- | - | ------------------------ | ------------------------ |
| 1947 | ф | Фатали-хан               | Имя персонажа не указано |
| 1960 | ф | Утро                     | Рашид                    |
| 1960 | ф | Тайна одной крепости     | Эльшан                   |
| 1961 | ф | Наша улица               | Расим                    |
| 1963 | ф | Где Ахмед?               | шофёр Ахмед              |
| 1964 | ф | Волшебный халат          | учитель Эйнулла          |
| 1965 | ф | Улдуз                    | Бахтияр                  |
| 1966 | ф | Следствие продолжается   | Чингизов                 |
| 1967 | ф | Земля. Море. Огонь. Небо | дядя Мурад               |
| 1972 | ф | Берег воспоминаний       | прокурор                 |